# Río Paria (Huaraz)
El río Paria es un río en el distrito de Independencia de la provincia de Huaraz en la región Áncash en Perú que forma parte de la subcuenca del río Quillcay. Este río proviene de la quebrada de Cojup, que esta a 4301 m s. n. m. El río, al juntarse a 3085 m s.n.m. con las aguas del río Auqui en el lado occidental de la ciudad de Huaraz, forma el río Quillcay que atraviesa la ciudad.
El agua del río Paria es la principal fuente de agua potable para los distritos de Huaraz e Independencia de la ciudad de Huaraz. Sus aguas también son utilizadas para la irrigación de las chacras de los centros poblados de Unchus y Llupa.

## Aluvión de 1941
El 13 de diciembre de 1941 un desprendimiento glaciar sobre la laguna Palcacocha generó una ola que desbordó y destruyó la morrena de contención de la laguna. Las aguas de la laguna, mezcladas con rocas y tierra, descendieron por la quebrada de Cojup, a lo largo de la microcuenca del Paria hasta llegar a la ciudad de Huaraz, a 20 km de la laguna. El aluvión destruyó un tercio de la ciudad y se estima que fallecieron alrededor de 1800 personas.